# Estadio Nelson Mandela (Argelia)
El Estadio Nelson Mandela (en árabe: ملعب نيلسون مانديلا‎) es un estadio ubicado en el suburbio de Baraki de la ciudad de Argel, Argelia. Fue inaugurado el 7 de enero de 2023 y posee una capacidad para 40,784 espectadores.

## Historia

### Construcción

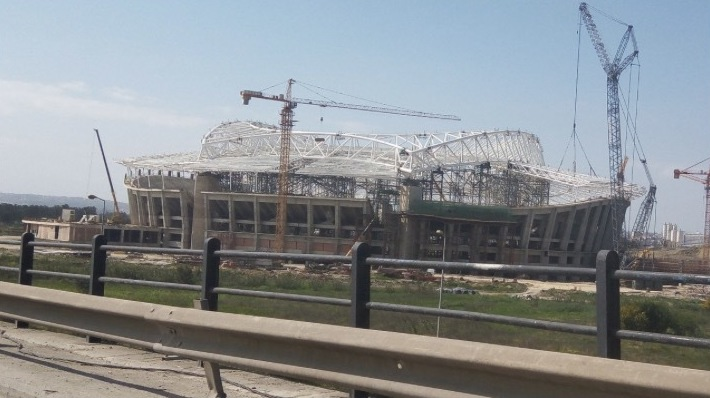
Construcción del Estadio Nelson Mandela el.

Los trabajos comenzaron en 2010 por parte de la empresa china China Railway Engineering Corporation para construir el Estadio Baraki con capacidad para 40.000 espectadores. El estadio estaba previsto para una capacidad de 60.000 asientos, pero se redujo a 40.000. La compañía había tardado mucho en progresar y solo el 25 por ciento del estadio se completó en cuatro años. El trabajo se interrumpió nuevamente debido a la falta de pago. En ese tiempo Argelia perdió la oportunidad de albergar la Copa de África 2017. El 29 de marzo se completó la primera etapa de cobertura del terreno de juego y el primer responsable del sector pudo comprobar que los trabajos internos de vestuarios y Las zonas VIP ya están muy avanzadas. El pasado 20 de octubre y en una visita oficial al Gobernador de Argel Abdelkader Zoukh y al Ministro de Juventud y Deportes El Hadi Ould Ali para inspeccionar las obras del estadio el gobernador criticó duramente a la empresa responsable de la realización por el gran retraso En los trabajos. 
El 6 de mayo de 2022, Achour Djelloul manifestó para Radio Nacional que solicitaron aprovechar el Estadio Baraki y que el Grupo SERPORT está listo para realizar las obras restantes para recibirlo lo antes posible, pues el Estadio Omar Hamadi se ha convertido en un peligro para los seguidores. El 24 de octubre de 2022, el ministro de Vivienda, Urbanismo y Ciudad, Mohamed Tariq Belarbi, puso en marcha el sistema inteligente durante una visita de trabajo e inspección del estadio. Durante esta visita realizada en compañía de una delegación de periodistas de la prensa nacional y extranjera, se señaló que las obras del estadio Baraki estarían concluidas en 10 a 15 días, destacando que próximamente se fijará la fecha de su inauguración oficial.
Fue inaugurado el 7 de enero de 2023 y su costo rondó entre los 280 y 300 millones de Euros, reuniendo las condiciones de FIFA siendo el segundo estadio de Argelia totalmente cubierto después del nuevo Miloud Hadefi Stadium en Orán. Se espera que ser la sede de la selección nacional durante la expansión del Estadio 5 de julio de 1962.

### Nombre del estadio
El 18 de octubre de 2016, el presidente de la Federación Argelina de Fútbol, Mohamed Raouraoua, dijo que el nuevo estadio de Baraki llevará el nombre del difunto Abdelhamid Kermali, exentrenador del Equipo nacional de fútbol de Argelia, que llevó a los Fennecs (su apodo) a ganar la Copa Africana de Naciones en 1990. Raouraoua dijo durante una larga entrevista que realizó con el televisión argelina, que Kermali dejó su huella en la historia del fútbol argelino, como jugador, pero especialmente como entrenador, ya que concedió a Argelia, el único título hasta la fecha, que fue la razón por la que la Federación de Fútbol eligió su nombre para inmortalizarlo con este estadio, que será una obra maestra esférica después de su lanzamiento.
Sin embargo, el 20 de diciembre de 2022, el ministro de Juventud y Deportes anunció que las autoridades supremas del país habían decidido nombrar el Estadio Baraki en honor a Nelson Mandela el héroe sudafricano. Continuó diciendo que Mandela tenía una relación íntima con Argelia, a la que llamó su segunda patria. Expresó que Mandela dijo que “el ejército argelino me hizo un hombre”, para mostrar su agradecimiento a Argelia, por lo que es lógico que las autoridades argelinas quisieran rendirle homenaje dando su nombre a este nuevo estadio en el capital.
El 12 de enero de 2023, el presidente argelino Abdelmadjid Tebboune inauguró oficialmente el estadio, en presencia del nieto de Nelson Mandela, el presidente de FIFA Gianni Infantino, y el presidente de la Confederación Africana de Fútbol Patrice Motsepe.
El Estadio Nelson Mandela abarca un área de 68 hectáreas, incuidas 5 hectáreas con edificación, incluyendo la infraestructura básica para eventos internacionales de fútbol. La infraestructura deportiva incluye un espacio para 50 cuartos con dos suites, un estacionamiento con capacidad para 6,000 vehículos en un área de 13 hectáreas, un helipuerto para emergencias y para recibir delegaciones oficiales, un campo anexo con áreas verdes. El estadio cuenta con cuatro vestidores, vestidores para los árbitros, un área médica, un laboratorio de análisis médicos, un salón de honor, zona presidencial, sala de conferencias con 258 asientos, zona de prensa, Cabinas para transmisiones en radio y televisión, tres estudios de interpretación simultáneos, tres restaurantes con 1,000 asientos, áreas de comida y otros.

### Entrega y apertura
El estadio fue inaugurado el 7 de enero de 2023 en un partido entre Argelia y Ghana, y el primer partido oficial en el estadio fue entre Argelia y Libia por el Campeonato Africano de Naciones de 2022, al cual asistieron exjugadores como Didier Drogba, Emmanuel Adebayor, Karim Haggui, Roger Milla, El Hadji Diouf, Asamoah Gyan y Jay-Jay Okocha.
El primer partido oficial fue en la apertura del Campeonato Africano de Naciones de 2022 entre Argelia y Libia. Antes del inicio del partido, Djahid Zefizef (presidente de la Federación de Fútbol de Argelia), el nieto de Nelson Mandela Mandla Mandela, y Patrice Motsepe, Presidente de la Confederación Africana de Fútbol, pronunciaron discursos y la sesión fue inaugurada oficialmente por el Primer Ministro Aymen Benabderrahmane.

## Conexiones de transporte
El estadio está ubicado junto a la Autopista Este-Oeste que conecta el este y el oeste de Argelia, y este estadio está ubicado a solo 10 km del Aeropuerto Internacional Houari Boumedienne, lo que lo convierte en un destino fácil para los equipos extranjeros que vienen al país a jugar en él.